# دان كاري
دان كاري هو لاعب كرلنغ كندي، ولد في 19 مارس 1954 في وينيبيغ في كندا.

## وصلات خارجية
- دان كاري على موقع الاتحاد الدولي للكرلنغ (الإنجليزية)